# Benjamin Genton
Benjamin Genton (Parigi, 20 maggio 1980) è un ex calciatore francese, di ruolo difensore.